# Zunajosončni planet
Zúnajosónčni planét (ízvenosónčni ~, ekstrasolárni ~ ali eksoplanét) je planet, ki kroži okrog druge zvezde kot je Sonce, in tako ne pripada Osončju.
O obstoju zunajosončnih planetov so že dolgo razmišljali, vendar do 90-ih let 20. stoletja niso našli nobenega planeta, ki bi krožil okrog zvezde z glavnega niza. Odkritje zunajosončnih planetov, čeprav je večina odkritih plinskih velikanov, je povečalo odprto vprašanje zunajzemeljskega življenja. Od leta 2002 so vsako leto odkrili več kot dvajset zunajosončnih planetov. Trenutno ocenjujejo, da ima vsaj 10 % Soncu podobnih zvezd planete, resnična vrednost pa je lahko še višja. Številčna ocena je vsaj 100.000.000.000 planetov (v naši galaksiji). Do 1. junija 2023 so odkrili in potrdili 5388 zunajosončnih planetov v 3979 planetnih sestavih. Nekateri sistemi imajo celo več kot en planet; gre torej za mnogo-planetne sestave. Omeniti velja dva planetna sestava, ki po številu planetov izrazito izstopata. To sta:
- HD 10180 z najmanj 6-imi planeti in
- 55 Raka A z najmanj 5-imi planeti (domnevno 7).

Znani zunajosončni planeti so člani planetnih sestavov in krožijo okrog zvezde. Poročali so tudi o telesih, ki se gibljejo prosto (planemih, oziroma klateških planetih), in ne krožijo okrog nobene zvezde. Za takšna telesa ne velja delovna definicija planeta, ki jo je sprejela Mednarodna astronomska zveza, in tudi njihov obstoj še ni potrjen.
Večina teh planetov je zelo blizu matične zvezde, ki so po večini po astronomskih merilih zelo podobne Soncu. Gre za preprosto dejstvo, da so se astronomi usmerili le na tiste zvezde, ki naj bi imele zelo podobne lastnosti kot naše Sonce, ter z njim Zemlja, in s tem vsaj malo možnosti, da bi se lahko na nekaterih od njihovih planetov razvilo inteligentno življenje. Ker so ti planeti zelo blizu matičnega sonca, so to razbeljene plinske krogle. Imajo lahko kamnito sredico s primesmi železa in silicija. Ker so zelo blizu matični zvezdi, lahko astronomi v še doglednem času odkrijejo njeno opletanje, ki je v velikostnem razredu nekaj metrov v sekundi, po navadi pa imajo tudi sočasno tirnico, kar pomeni, da se vrtijo tako, da zvezdi kažejo eno lice. Obstajajo zelo majhne razlike, ki izhajajo iz dejstva, da so bolj ali manj podobni podatkom o Merkurju in Veneri. Pri našem Merkurju, ki Sonce obkroži v približno 88 dneh, traja njegov dan dlje, kot njegovo leto. Pri Veneri, katere magnetno polje je obrnjeno skoraj za 180 stopinj, pa traja en njen dan 243 Zemljinih dni. Trenutni rekord planetarnega leta, torej ene revolucije planeta je 20 ur pri planetu, ki je približno 1,5 krat bolj masiven od Zemlje, pa vendar je njegovo površje vroče 2000 stopinj Kelvina in je zato bolj podoben peklu, kot pa Zemlji.
Ker kažejo njihovim matičnim zvezdam eno stran, tam vladajo temperature, pri katerih začno izhlapevati kovine v kovinske pare. Pri vseh teh zvezdnih zunajosončnih planetnih sestavov gre še za eno zanimivost: za vprašanje njihovega nastanka. Ker so bili prvotno zelo daleč od zvezde, so se gledano v absoltunem smislu »selili« kar zelo hitro in pri tem zaradi plimskih sil raztrgali vse kamnite svetove in se končno ustalili na krožnih tirnicah z majhno izsrednostjo. Čeprav to vprašanje še ni dobro pojasnjeno, obstaja že kar nekaj modelov, kako bi lahko zvezda privlačila te oddaljene svetove. Ko zvezda postane zadostna za stek jedrskih zlivanj, se njena gravitacija močno poveča. Protozvezde pri tem oddajajo v vesoljski prostor curke vroče plazme ob polih. Mogoče gre tudi za vpliv med gibanjem planeta okrog njegove osi in ta proces traja, dokler se vrtenja planeta ne sinhonizira, popolnoma uskladi z lastnim gibanjem. Tedaj po navadi začne zvezda gnetiti plinastega orjaka, ki postane podoben kometu, saj izredno hitro izgublja maso (predvsem pline), vse dokler ne preostane le še kamnito-kovinska sredica. Te kamnite sredice, ki ostanejo kot posledica tega izparevanja, pa imajo maso najmanj 4 Zemelj, kar je dovolj, da skalnat planet ohrani ozračje iz vodika in helija. V tipičnem primeru pa imajo skalnate epistelarne superzemlje maso od 12 do 15 Zemelj.

## Zgodovina odkritij
Leta 1855 je W. S. Jacob z Observatorija Madras Britanske vzhodnoindijske družbe poročal, da zaradi nepravilnosti tirnic v dvozvezdju 70 Kačenosca (70 Oph) v njem obstaja »planetno telo«. V 1890-ih je ameriški astronom Thomas Jefferson Jackson See z Univerze v Chicagu in Pomorskega observatorija ZDA (USNO) potrdil, da nepravilnosti tirnic nakazujejo obstoj temnega telesa v tem dvozvezdju s 36-letno periodo okrog ene od zvezd. Kmalu zatem je Forest Ray Moulton objavil članek, kjer je pokazal da bi bil sistem treh teles s takšnimi parametri zelo nestabilen. V 50. in 60. letih 20. stoletja je Peter van de Kamp z Observatorija Sproul Kolidža Swarthmore večkrat objavil odkritje izvenosončnega planeta nekaterih zvezd kot sta, nam peta najbližja zvezda, Lalande 21185, in druga najbližja, Barnardova zvezda. Njegovih raziskav astronomi v splošnem niso sprejeli.
Prvi so potrjeno odkritje objavili leta 1988 kanadski astronomi Bruce Campbell, Gordon A. H. Walker in Stephenson Yang. Njihove raziskave radialnih hitrosti so nakazovale da okrog zvezde Alrai (γ Kefeja (Cephei)) kroži planet. Na njihovo odkritje so nekaj let gledali z določeno mero dvomljivosti, predvsem zaradi tedanjih zmogljivosti inštrumentov. Druga težava pri tem je bila da so bili lahko nekateri možni kandidati za planete v resnici rjave plitlikavke, telesa ki so po masi med planeti in zvezdami.
Naslednje leto so objavili raziskave novih opazovanj, ki so podpirala obstoj planeta okrog Alraija, čeprav so leta 1992 spet naleteli na dodatne težave zaradi nezadovoljivih podatkov. Končno so leta 2003 izboljšani opazovalni postopki omogočili, da so potrdili planetov obstoj. Planet ima 1,69 mase Jupitra, periodo 903 dni in oranžno podorjakinjo A obkroža na srednji razdalji približno 2 a.e. z izsrednostjo 0,2. Tirnica rdeče pritlikavke B ni dobro znana, ocene pa se gibljejo za periodo do 70 let, razdaljo od 10 do 29 a.e. z izsredostjo 0,44. Zvezda Alrai je znana tudi po tem, da bo severni nebesni pol zaradi precesije enakonočij v prihodnosti od leta 3000 začel kazati nanjo.

## Zanimive spletne strani v zvezi s planetnimi sestavi
WinStarGen  Arhivirano 2008-09-15 na Wayback Machine.
Ta stran predstavlja interaktivno ustvarjanje planetnih sestavov, ima pa pomanjkljivost, da je vsaka razporeditev svetov naključna, zato je priporočeno, da se pridobljeni rezultati shranijo in kasneje podrobneje pregledajo. Uporabniški jezik je angleški. Žal se modeli superzemelj ne ujemajo z opazovanimi rezultati, saj imajo najmasivnejše superzemlje maso le približno 3 Zemlje, čeprav iz podatkov, dobljenih na podlagi primerov izvensončnih planetov vemo, da se ravno pri tej masi podatki strmo povečajo in dosežejo tudi 15 Zemljinih mas. Najmasivnejši modeli plinastih orjakov pa so relativno dobro usklajeni, saj je pokrito področje do približno 8 Jupitrovih mas. Sedanji rekord tovrstnih odkritih planetov pa znaša 25 Jupitrov. Program lahko ustvarja planetne sestave okrog zvezd z maso med 0,65 mas Sonca pa vse do 1,5 mase Sonca. V ta masni razpon spadajo torej samo zvezde, ki so Soncu bolj ali manj podobne.
Generator zvezdnih sistemov 
To je druga možnost prej omenjeni povezavi. Na začetku se vpiše poljubna številka, ki ponazarja vrsto sistema. Lahko se sistemu doda tudi dodatna zvezda, ali pa tudi ne. Slabost - za pridobivanje določenih podatkov, ki jih iščete, morate poznati naključno generirano številko sistema. Ima pa zelo lepo izdelane modele Zemlji podobnih svetov, sistemi pa vsebujejo tudi »rjave pritlikavke« in »vroče Jupitre«. Druge podatke se da posredno izračunati z uporabo Keplerjevih zakonov. Podatki so dokaj preverjeni, a se jih ne da primerjati s podatki o zvezdah, ki jih na primer ponuja Celestia - 3D planetarij. Zelo dobro so podprti tudi modeli kemične sestave superzemelj, kot tudi drugih planetov, ki se jih po masi da primerjati z Zemljo, vendar so enako masivni ali pa bistveno manj.
Zanimivo je tudi to, da se da s spreminjanjem pokritosti planeta z vodo in ledom poustvariti ugodne pogoje za inteligentne oblike življenja. Spremljamo lahko tudi druge podatke, kot so npr. o stopnji civilizacije, njeni tehnološki stopnji in obliki oblasti ter o populaciji.
Celestia moderni 3D planetarij  Arhivirano 2013-11-04 na Wayback Machine.
Celestia je izredno pomemben program, saj podpira modele novo odkritih svetov in planetnih sestavov. Izredno dobro izhodišče za poglabljanje astronomskih znanj. Tu je mogoče najti cel nabor »izobraževalnih dejavnosti«, vendar pa je potrebno prej naložiti Celestia 151 ED (različica za izobraževalne namene) ter paket Osnova »Base«. Pred nedavnim je izšla različica programa imenovana Celestia 161.
Znotraj portala Motherload lahko najdete tudi System Maker, s katerim lahko dopolnite in poustvarite tudi lastne planetne sestave. Zelo dobro so podprti tudi modeli planetarnih površinskih tvorb.
Enciklopedija zunajosončnih planetov 
Tu je mogoče slediti vsem novostim s tega pestrega področja. Podatki se nenehno posodabljajo. Izredno podrobni opisi svetov in zvezd gostiteljic. Tu je mogoče najti tudi interaktivni katalog, kot tudi grafične ponazoritve med posameznimi podatki.